# Amfroipret

Amfroipret este o comună în departamentul Nord, Franța. În 1 ianuarie 2022 avea o populație de 232 de locuitori.